# Jennifer Rodriguez
Jennifer Rodriguez (Miami, 8 giugno 1976) è un'ex pattinatrice di velocità su ghiaccio statunitense.

## Palmarès

### Olimpiadi
- Bronzo a Salt Lake City 2002 nei 1000 metri.
- Bronzo a Salt Lake City 2002 nei 1500 metri.

### Mondiali
- Oro a Salt Lake City 2005 nello sprint.
- Argento a Berlino 2003 nei 1000 metri.
- Bronzo a Berlino 2003 nei 1500 metri.
- Bronzo a Nagano 2004 nello sprint.
- Bronzo a Seul 2004 nei 1500 metri.
- Bronzo a Inzell 2005 nei 1500 metri.